# فرانكلين د. شيروود
فرانكلين د. شيروود (بالإنجليزية: Franklin D. Sherwood)‏ هو سياسي أمريكي، ولد في 25 ديسمبر 1841، وتوفي في 14 سبتمبر 1907. حزبياً، نشط في الحزب الجمهوري. وقد انتخب عضو مجلس ولاية نيويورك.